# Sgt. Pepper's Lonely Hearts Club Band (singolo The Beatles)
Sgt. Pepper's Lonely Hearts Club Band è un singolo discografico della band britannica The Beatles, pubblicato nel 1978; i tre brani presenti sono tratti dall'omonimo album del 1967.

## Tracce
Testi e musiche di John Lennon e Paul McCartney.
1. Sgt. Pepper's Lonely Hearts Club Band – 4:45
2. With a Little Help from My Friends
3. A Day in the Life – 5:04

## Copertina
La copertina del singolo è la stessa dell'album ma senza i personaggi famosi (sono rappresentati solo i Beatles).

## Storia
Paul McCartney, nel mese di novembre del 1966 architettò l'idea di un album concept, ovverosia di un disco nel quale tutte le canzoni presenti sono legate tra loro da un filo conduttore. Il fulcro della sua trovata fu la "Lonely Hearts Club Band" (la banda del club dei cuori solitari), formata da quattro personaggi di fantasia (interpretati dai quattro Beatles) che avrebbe avuto il compito di preparare un concerto pubblico. Il personaggio "Sergeant Pepper" fu consigliato dal loro manager Neil Aspinall il quale si era ispirato ai tradizionali "Maestri di Cerimonia".

## Brani

### Sgt. Pepper's Lonely Hearts Club Band
La prima canzone presente è stata scritta da Paul McCartney ma è accreditata anche a John Lennon.
La canzone è articolata in sette momenti e caratterizzata da alcuni effetti sonori particolari, come quello della folla, proveniente da una registrazione del 1960 effettuata da George Martin.
Ma questa canzone è soprattutto sdoppiata, poiché la prima parte ebbe l'onore di aprire l'album, svolgendo il compito di tema di introduzione allo spettacolo inscenato dalla "banda del club dei cuori solitari", mentre la seconda parte avrebbe dovuto chiuderlo.
La seconda parte si differenzia dalla prima per i tempi più svelti e per i suoni più duri, basti pensare alla chitarra distorta in stile Hendrix che aprì la "reprise".

## Formazione
- Paul McCartney - voce, basso, chitarra solista
- John Lennon - cori
- George Harrison - cori, chitarra ritmica
- Ringo Starr - batteria

Altri musicisti
- George Martin – organo, produttore
- James W. Buck - corno francese
- Neil Sanders - corno francese
- Tony Randell - corno francese
- John Burden - corno francese

## Performance dal vivo
La canzone non fu mai cantata dal vivo dai Beatles, ma Paul, George e Ringo la suonarono il 19 novembre 1979 in occasione del "wedding party" organizzato da Eric Clapton; successivamente McCartney e gli U2 eseguirono una loro versione all'Hyde Park nel 2005. Ma indubbiamente l'esibizione più tempestiva fu quella di Jimi Hendrix effettuata solo tre giorni dopo la pubblicazione del disco. Altre recenti esecuzioni: nel 2007 Bryan Adams, e nel 2006 il chitarrista degli Aerosmith Joe Perry.